# Lijst van wettelijk beschermde dieren in Aruba
Een lijst van wettelijk beschermde dieren in Aruba omvat 55 diersoorten en -klassen die opgenomen staan in het ‘Landsbesluit bescherming inheemse flora en fauna op Aruba’. De bescherming richt zich op Arubaanse inheemse planten- en diersoorten die met uitsterven worden bedreigd of waarvan een duurzame aanwezigheid wenselijk wordt geacht.
Het op 15 augustus 2017 in werking getreden landsbesluit is een samenvoeging van de beschermde soorten, genoemd in de Natuurbeschermingsverordening 1995 en de Marien milieuverordening met toevoeging van de soorten die onder de bescherming van het CITES-verdrag en het SPAW-protocol vallen. Toezicht en opsporing te zee en op de stranden ligt bij de Kustwacht tezamen met het Korps Politie Aruba. De handhaving te land is in handen van park rangers van het Nationaal park Arikok en de inspecteurs van de Directie Natuur en Milieu (DNM).

## Beschermde diersoorten
| Afbeelding | Wetenschappelijke naam                                           | Naam (PAP/NL)                                        | Status |
| ---------- | ---------------------------------------------------------------- | ---------------------------------------------------- | ------ |
|            | Amazona barbadensis                                              | Lora / Geelvleugelamazone                            | EN     |
|            | Anolis lineatus                                                  | Toteki / Gestreepte anolis                           | EN     |
|            | Anthozoa (klasse))                                               | Bloemdieren                                          | EN     |
|            | Athene cunicularia arubensis                                     | Shoco / Aruba-holenuil                               | EN     |
|            | Caretta caretta                                                  | Cawama / Onechte karetschildpad                      | EN     |
|            | Cetacea (orde)                                                   | Dolfijn- en walvisachtigen                           | EN     |
|            | Chelonia mydas                                                   | Tortuga blanco / Soepschildpad                       | EN     |
|            | Chlorostilbon mellisugus                                         | Blenchi / Blauwstaartsmaragdkolibrie                 |        |
|            | Chrysolampis mosquitus                                           | Blenchi-dornasol / Muskietkolibrie                   |        |
|            | Colinus cristatus                                                | Patrishi / Kuifbobwhite                              | EN     |
|            | Conasprella wendrosi (syn. Conus wendrosi)                       | Aruba-kegelslak                                      | EN     |
|            | Conus curassaviensis                                             |                                                      | EN     |
|            | Conus hieroglyphus                                               |                                                      | EN     |
|            | Crotalus durissus unicolor                                       | Cascabel / Aruba-ratelslang                          | EN     |
|            | Dermochelys coriacea                                             | Drikil / Lederschildpad                              | EN     |
|            | Diadema antillarum                                               | Bushi                                                |        |
|            | Epinephelus itajara                                              | Djukfes / Reuzenzeebaars                             | EN     |
|            | Epinephelus striatus                                             | Jakupepu / Nassautandbaars                           | EN     |
|            | Eretmochelys imbricata                                           | Caret / Karetschildpad                               | EN     |
|            | Eupsittula pertinax arubensis (syn. Aratinga pertinax arubensis) | Prikichi / Aruba-maïsparkiet                         | EN     |
|            | Falco peregrinus                                                 | Falki peregrino / Slechtvalk                         | EN     |
|            | Geranoaetus albicaudatus (syn. Buteo albicaudatus)               | Falki / Witstaartbuizerd                             | EN     |
|            | Glossophaga longirostris                                         | Raton di anochi lenga largo / Langtongvleermuis      |        |
|            | Hydrocorallina (klasse) (syn. Cnidaria)                          | Neteldieren                                          | EN     |
|            | Iguana iguana                                                    | Yuana / Groene leguaan                               | EN     |
|            | Lepidochelys kempii                                              | Tortuga kemp / Kemps zeeschildpad                    | EN     |
|            | Lepidochelys olivacea                                            | Bastardo / Warana                                    | EN     |
|            | Leptodeira bakeri                                                | Santanero                                            | EN     |
|            | Leptonycteris curasoae                                           | Raton di anochi nanishi largo / Langneusvleermuis    |        |
|            | Lobatus costatus (syn. Strombus costatus)                        | Calco duro / Zilverschelp                            | EN     |
|            | Lobatus gallus (syn. Strombus gallus)                            | Calco                                                | EN     |
|            | Lobatus gigas (syn. Strombus gigas)                              | Calco / Roze vleugelhoorn                            | EN     |
|            | Lobatus raninus (syn. Strombus raninus)                          | Calco                                                | EN     |
|            | Manta birostris                                                  | Manta / Reuzenmanta                                  | EN     |
|            | Melongena melongena                                              | Calco indján                                         | EN     |
|            | Oreaster reticulatus                                             | Strea di lama / Zeester                              | EN     |
|            | Panulirus argus                                                  | Kreft                                                | EN     |
|            | Patagioenas squamosa (syn. Columba squamosa)                     | Paloma di baranca / Roodhalsduif                     | EN     |
|            | Pelecanus occidentalis                                           | Rogans / Bruine pelikaan                             | EN     |
|            | Phoenicopterus ruber                                             | Flamingo / Rode flamingo                             | EN     |
|            | Phyllodactylus julieni                                           | Pegapega / Aruba-bladvingergekko                     | LC     |
|            | Pleurodema brachyops                                             | Dori / Aruba-kikker                                  | EN     |
|            | Poecilia vandepolli (syn. Poecilia sphenops)                     | Machuri / Molly                                      | EN     |
|            | Polyborus plancus (syn. Caracara plancus cheriway)               | Warawara / Kuifcaracara                              | EN     |
|            | Pristis pectinata                                                | Kleintandzaagvis                                     | EN     |
|            | Pterodroma hasitata                                              | Parha di tormenta pèchi / Zwartkapstormvogel         | EN     |
|            | Pteronotus davyi                                                 | Raton di anochi lomba sunu / Kleine kaalrugvleermuis | EN     |
|            | Scaridae (familie)                                               | Gutu / Papegaaivissen                                |        |
|            | Sphyrna lewini                                                   | Tribon martieu / Geschulpte hamerhaai                | EN     |
|            | Sphyrna mokarran                                                 | Tribon grandi / Grote hamerhaai                      | EN     |
|            | Sternula antillarum (syn. Sterna antillarum)                     | Sternchi chikito / Amerikaanse dwergstern            | EN     |
|            | Sterna dougallii                                                 | Sternchi pecho roos / Dougalls stern                 | EN     |
|            | Strombus pugilis                                                 | Calco                                                | EN     |
|            | Sylvilagus floridanus nigronuchalis                              | Conew / Aruba-katoenstaartkonijn                     | EN     |
|            | Thunnus thynnus                                                  | Buni / Blauwvintonijn                                | EN     |

 = bedreigd  
 = niet bedreigd